# Palais Leuchtenberg

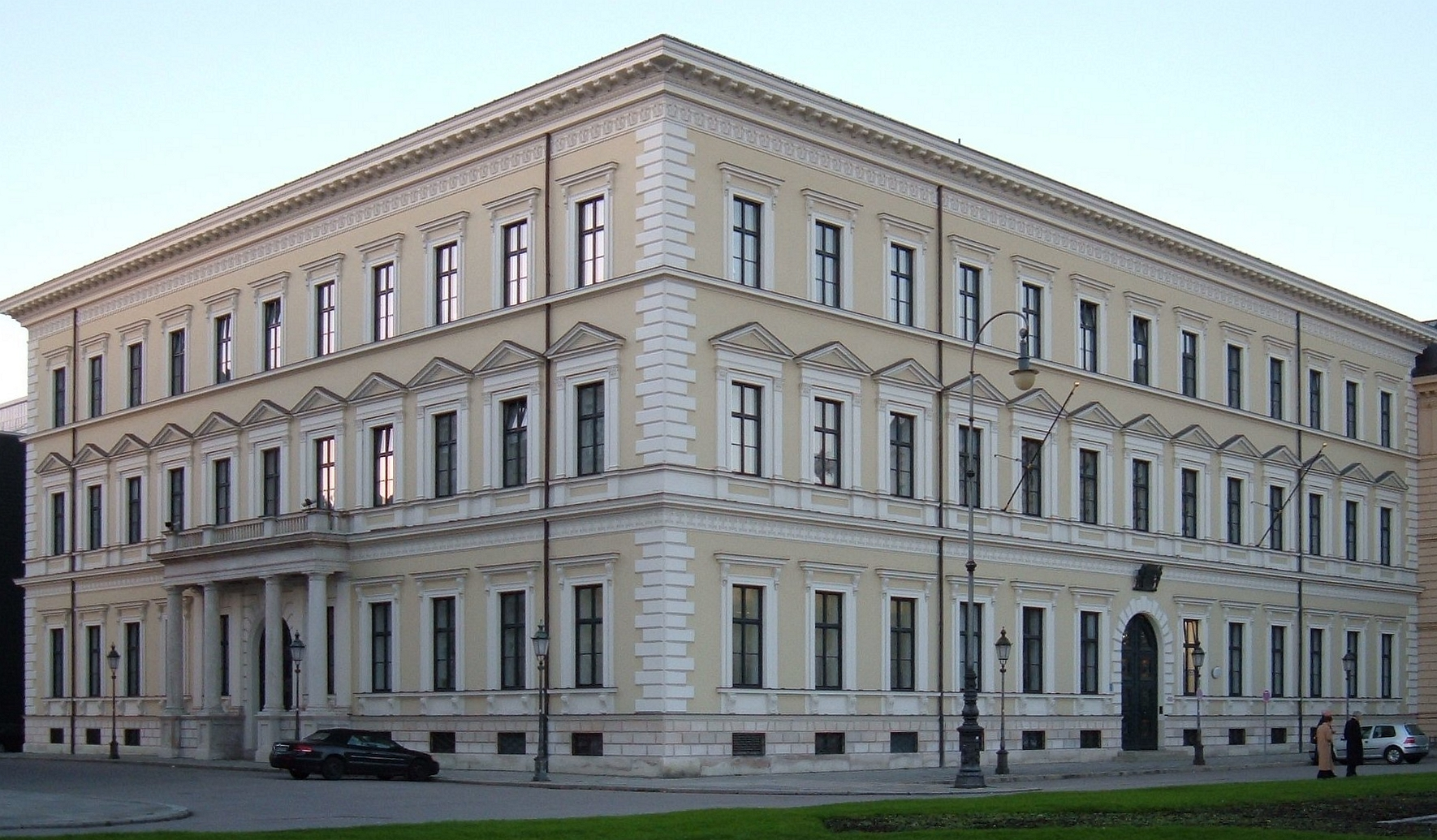
Das Palais Leuchtenberg

Das Palais Leuchtenberg, Odeonsplatz 4, im Westen des Odeonsplatzes ist das größte Palais in München. Darin ist heute das Bayerische Staatsministerium der Finanzen und für Heimat untergebracht.

## Geschichte

### Bau von Klenze (1817–1821)

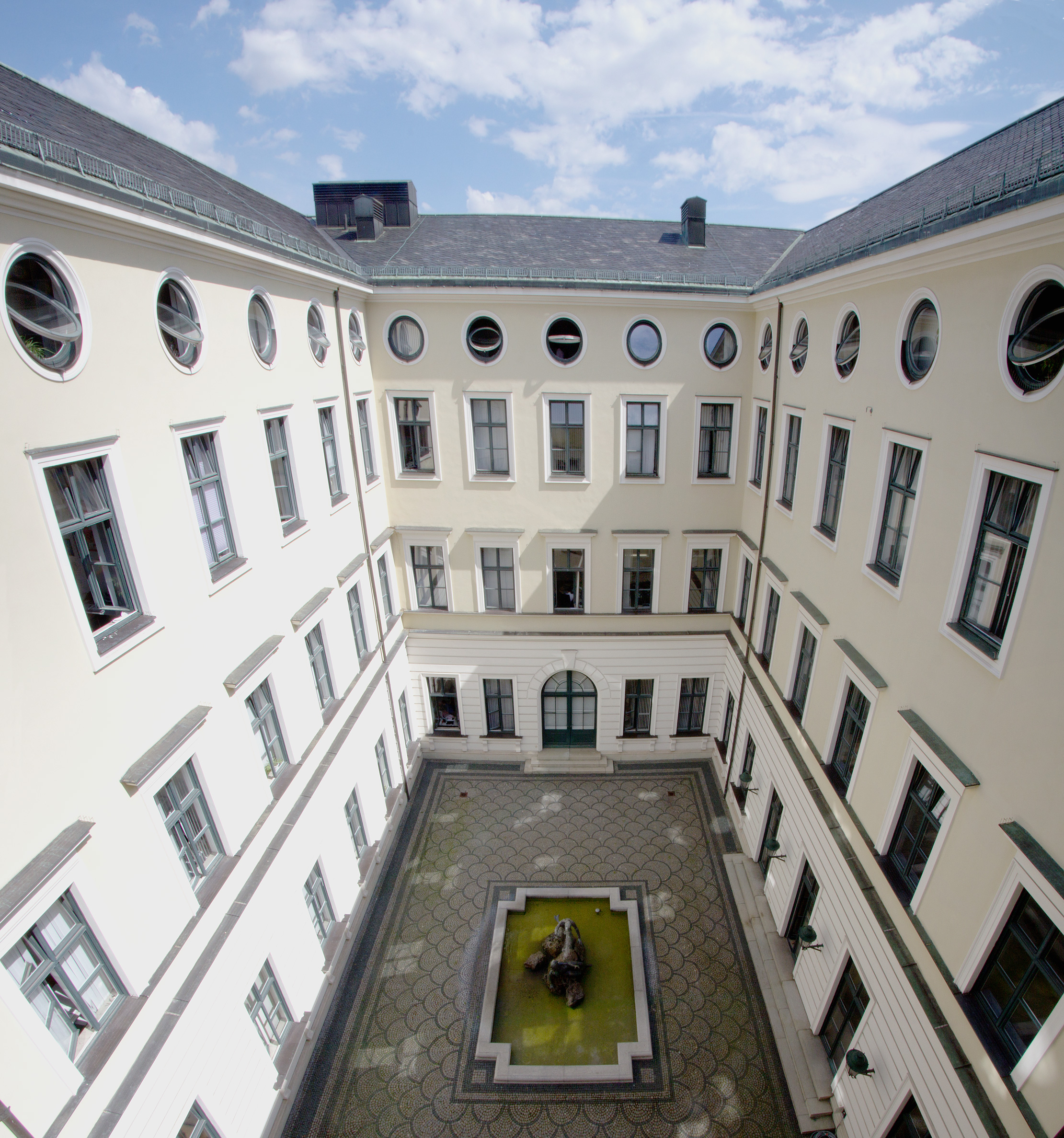
Innenhof

Eugène de Beauharnais, Herzog von Leuchtenberg, Schwager des späteren Königs Ludwig I. von Bayern und Stiefsohn Napoleons beauftragte Leo von Klenze mit dem Bau eines „vorstädtischen Stadtpalastes“. Zwischen 1817 und 1821 wurde der Adelspalast mit etwa 250 Räumen und etlichen Wirtschaftsgebäuden von Leo von Klenze als erstes Gebäude an der Ludwigstraße erbaut. Klenze verstand das Palais Leuchtenberg als Maßstab für die Gestaltung dieser Prachtstraße. Er entschied sich für den Stil der Neorenaissance nach dem Vorbild des Palazzo Farnese in Rom. Bereits während der Bauphase besuchte Klenze die französische Hauptstadt, um den damals gerade dort entwickelten geruchlosen beweglichen Abtritt zu studieren und ins Palais Leuchtenberg zu integrieren. Diese „fosses inodores et mobiles“ wurden bald darauf Standard in fast allen Neubauten Münchens.
Beauharnais bewohnte das größte Adelspalais der Zeit mit seiner Gemahlin Auguste, Schwester Ludwigs I., und seinen Kindern. Das Palais war mit einem Ballsaal, einem Theatersaal, einem Billardzimmer und einer Gemäldegalerie ausgestattet. Zudem gab es eine eigene Kapelle. Am 2. August 1829 fand in dieser Kapelle die Hochzeit per procurationem von Kaiser Dom Pedro I. von Brasilien und Prinzessin Amélie von Leuchtenberg statt. Nach dem Tod der Witwe von Eugène de Beauharnais, Auguste von Leuchtenberg, im Jahre 1852 kaufte Prinz Luitpold, der spätere Prinzregent von Bayern, das Palais.
Bis Anfang 1933 wurde das Palais Leuchtenberg für repräsentative Zwecke des bayerischen Königshauses bzw. des Hauses Wittelsbach genutzt. Während des Zweiten Weltkriegs wurde es 1943 und 1945 bei Luftangriffen schwer getroffen. 1957 erwarb der Freistaat Bayern die Ruine nach der Zwangsvollstreckung gegen die Wittelsbacher Vermögensverwalterin Josefine Wrbna-Kaunitz günstig und ließ sie vollständig abtragen.

### Bau von Heid/Simm (1963–1967)
Nach dem Totalabbruch entstand in den Jahren 1963 bis 1967 nach Plänen von Hans Heid und Franz Simm ein Neubau in Stahlbetonskelettbauweise mit vorgeblendeter Ziegelschicht und rekonstruierter Fassade für das Bayerische Staatsministerium der Finanzen. Der Grundriss folgt nicht den Originalplänen Leo von Klenzes. Lediglich die Fassade ist originalgetreu wiederhergestellt, auch befinden sich die Repräsentationsräume des Finanzministeriums sowie das Dienstzimmer des Staatsministers der Finanzen wieder in der „Beletage“ im ersten Obergeschoss. Von der früheren prunkvollen Ausstattung ist nicht viel erhalten; wenige Stücke befinden sich heute im Schloss Nymphenburg. Bertel Thorvaldsens Alexanderfries ist als Kopie im Foyer des Neuen Herkulessaales der Residenz angebracht.

## Kunstwerke im Palais

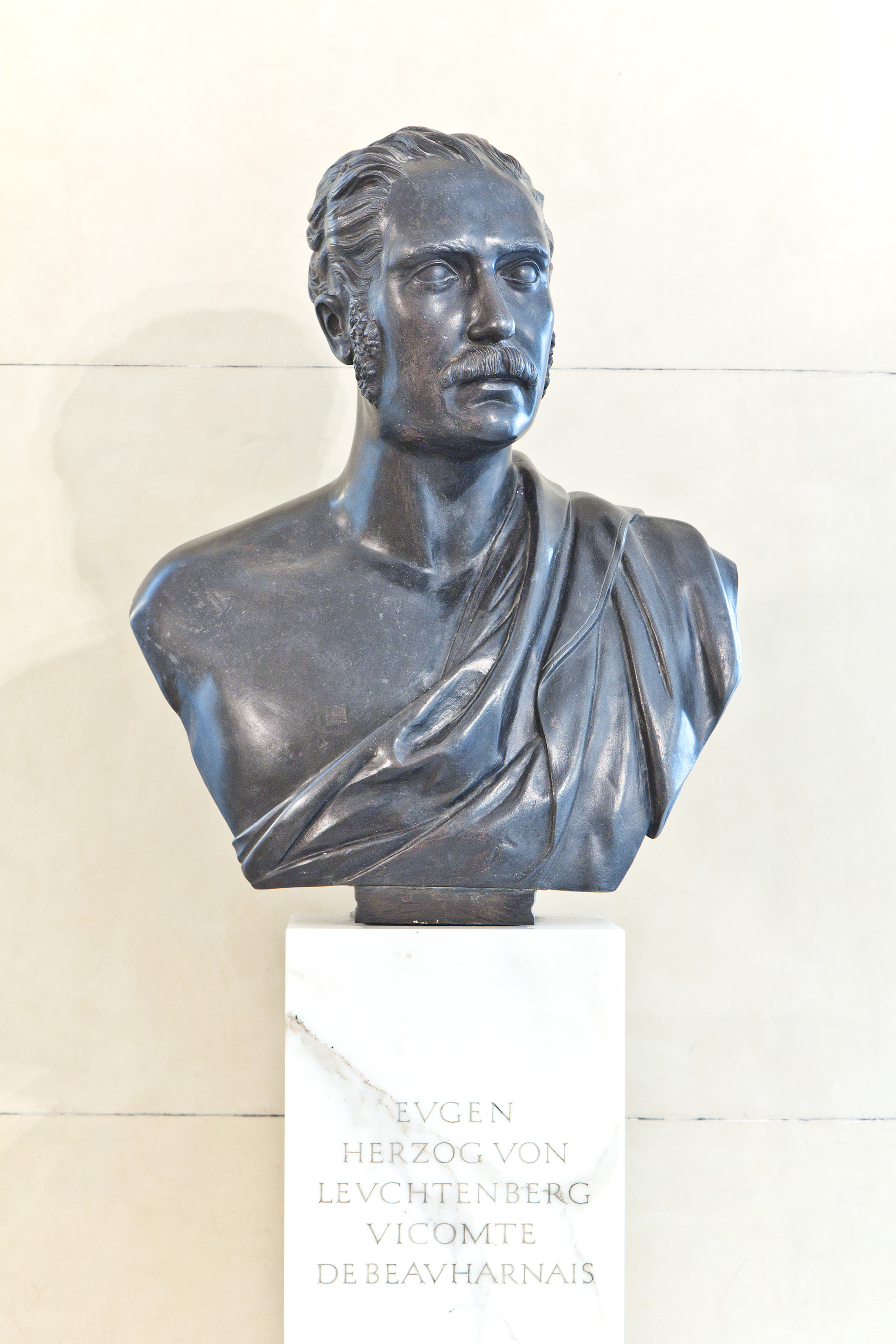
Büste von Eugène de Beauharnais, des Stiefsohns Napoleons und Bauherrn des Palais im Erdgeschoss
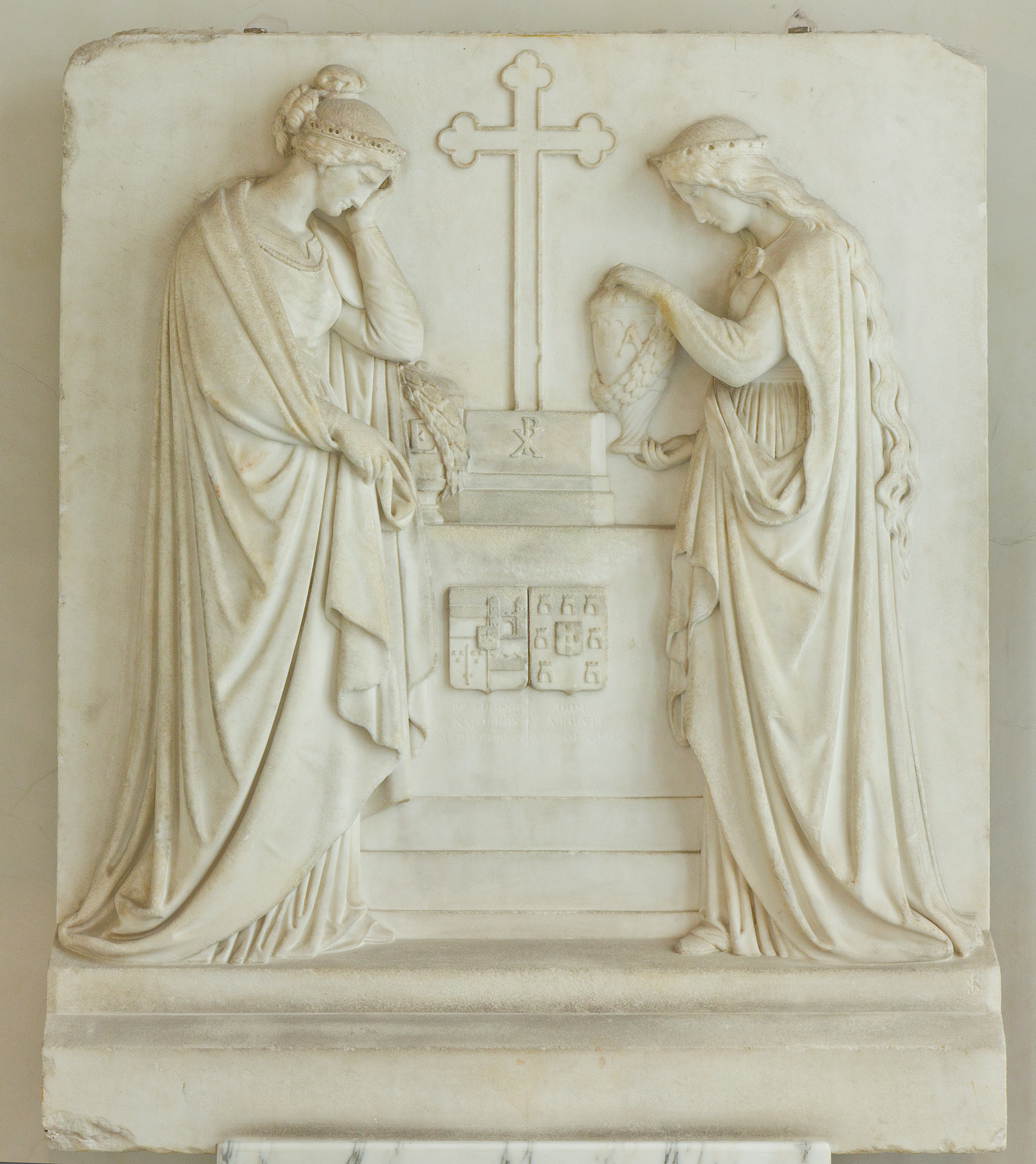
Epitaph von Ludwig Schwanthaler im Erdgeschoss des Palais
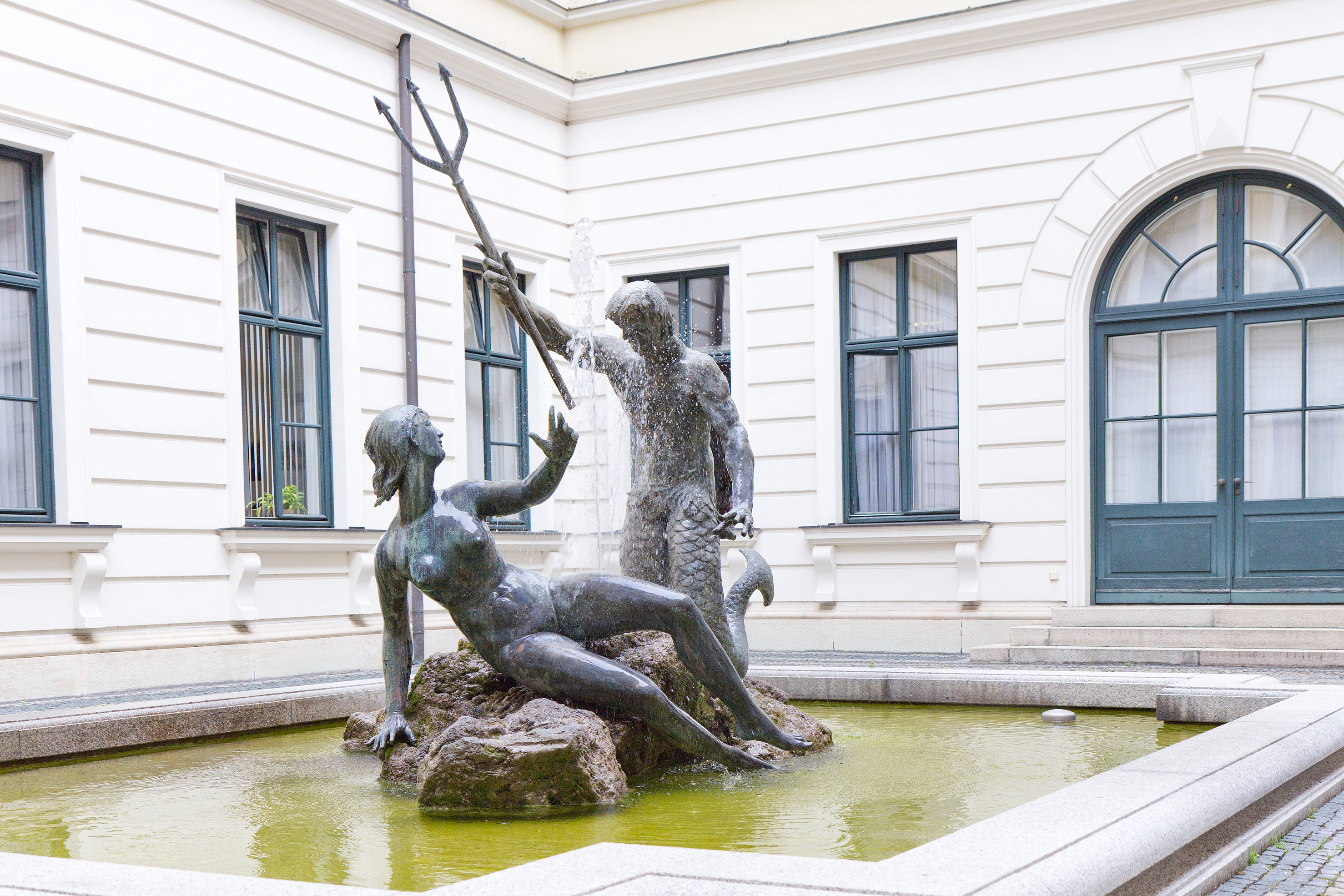
Isarnixenbrunnen („Münchener Nasentröpfelbrunnen“) im Innenhof des Palais